# Techniques de survie

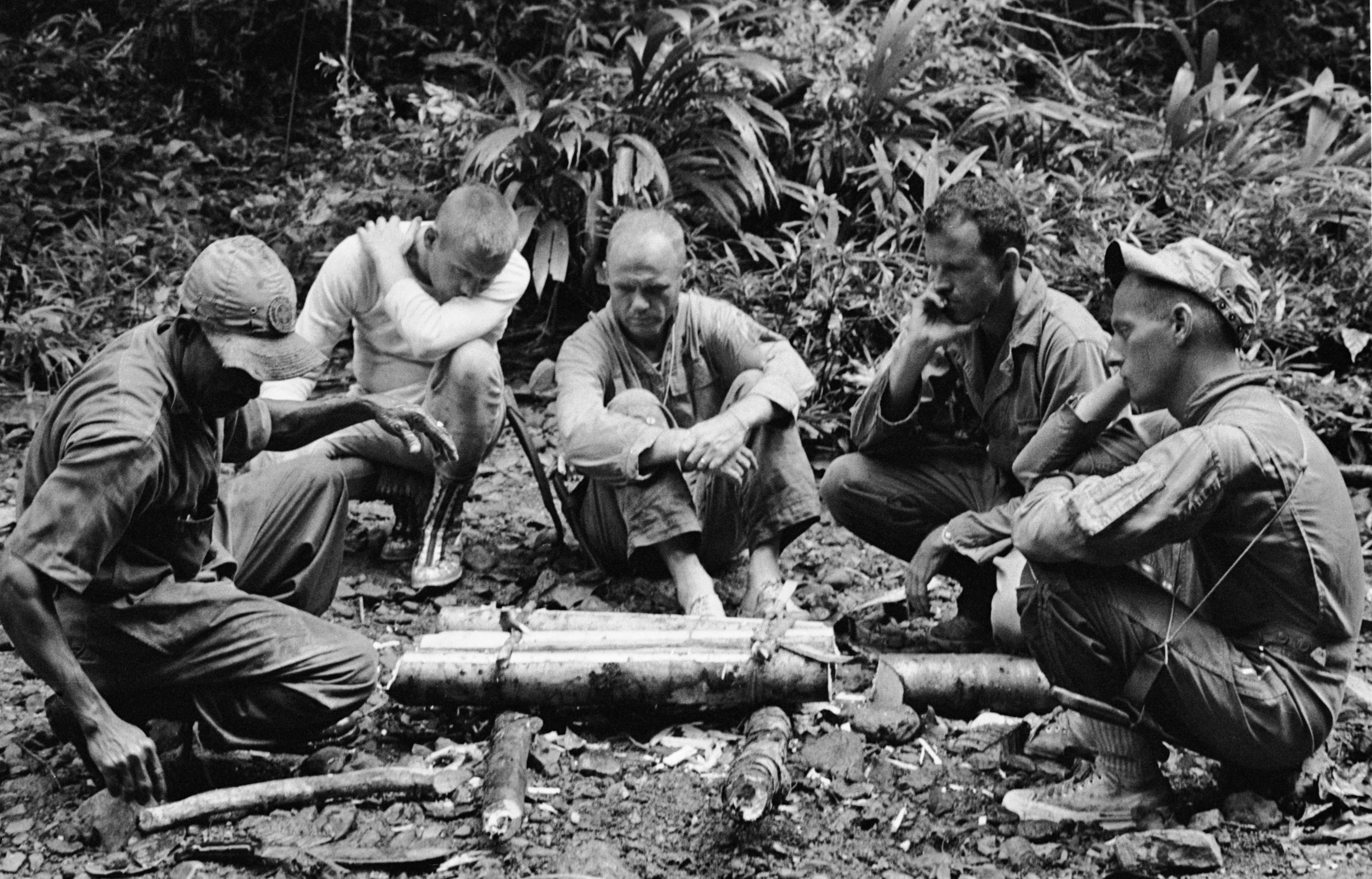
Stage de survie pour astronautes en 1963. De gauche à droite : un formateur inconnu, Neil Armstrong, John Glenn, Gordon Cooper et Pete Conrad.

Les techniques de survie permettent à un être humain de survivre dans un environnement hostile.
En général, ces techniques permettent de combler les besoins primaires de l'humain : eau, nourriture, abri, habitat, et de permettre de bien penser, de demander de l'aide, de se déplacer en toute sécurité, d'éviter les interactions désagréables avec des animaux et des plantes et pour les premiers soins.
La plupart de ces techniques proviennent des idées de base et des capacités que l'être humain a développées depuis des milliers d'années. Elles permettent de mieux profiter des séjours prolongés en milieu reculés et des escapades dans la nature.
Les personnes qui font de la randonnée pédestre, de l'équitation, de la pêche, de la chasse ou autre activité, doivent s'assurer qu'elles ont les compétences de base de survie en milieu sauvage pour gérer une situation d'urgence. Certaines personnes utilisent aussi ces compétences pour mieux apprécier la nature.

## Principales techniques de survie

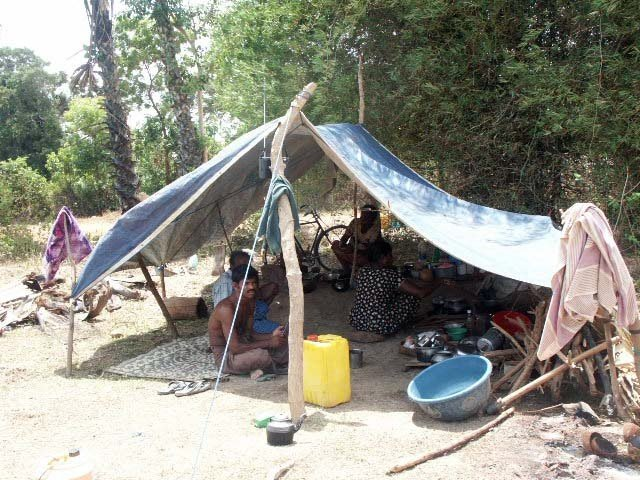
Abri construit à partir de bâches et de bâtons. Photo montrant des personnes déplacées lors de la Guerre civile du Sri Lanka.

Brochure d'information suédoise de 2018 intitulée « Si la crise ou la guerre arrive »,.

À la maison, la préparation consiste principalement à avoir des réserves de nourriture et d'eau pour plusieurs jours. En Suisse, l'Office fédéral pour l'approvisionnement économique du pays conseille à la population de stocker chez soi pour une semaine de produits alimentaires et d'eau potable (ainsi que quelques objets utiles).
En pleine nature, les étapes essentielles pour survivre sont :
- s'orienter grâce à une horloge solaire durant la journée, grâce à l'étoile polaire durant la nuit.
- s'abriter ;
- se réchauffer en allumant un feu et en se couvrant ;
- s'hydrater sans oublier de purifier l'eau en la filtrant ou en la faisant bouillir durant deux minutes afin d'être sûr d'avoir éliminé tous les patogènes;
- se nourrir[5]

## Survie
En 1999, Robert Bogucki, un américain, a survécu 43 jours dans le Grand Désert de Sable d'Australie avant d'être sauvé. Il n'a presque rien mangé ni bu durant cette période, et a parcouru environ 400 km. Il a fait l'objet d'un reportage[réf. souhaitée].

## Dans les médias
En 1855, Francis Galton publie The Art of Travel, précurseur des guides touristiques, qui comporte certains conseils utiles à la survie du voyageur. Les techniques présentées suscitent encore un certain intérêt de nos jours ; l'ouvrage de Galton a été constamment réédité depuis sa première parution'.
Ces techniques ont fait l'objet dans les années 2000 de deux émissions télévisées : Le Survivant et Seul face à la nature (Man vs. Wild).
La série semi-documentaire américaine I shouldn't be alive (en français : « Je ne devrais pas être en vie ») revient sur des cas réels de survie dans la nature.